# Maishofen
Maishofen é um município da Áustria, situado no distrito de Zell am See, no estado de Salzburgo. Tem 29,53 km² de área e sua população em 2019 foi estimada em 3.628 habitantes.